# Die Summe des Ganzen
Die Summe des Ganzen ist der achte Roman des deutschen Schriftstellers Steven Uhly, erschienen im Juni 2022. Der oft als „Kammerspiel“ oder „Novelle“ bezeichnete Roman handelt von einem Mann, der seine pädophile Neigung zu einem Nachhilfeschüler beichtet. Der die Beichte abnehmende Priester kämpft selbst mit der Erinnerung an Sünden, die er begangen hat, ohne dass zunächst Näheres bekannt wird. Erst im Laufe der weiteren Beichtgespräche zwischen den beiden Protagonisten erhält man immer mehr Informationen, die darauf hinweisen, dass auch der Priester sich zu kleinen Jungen hingezogen fühlt.

## Handlung
Die Geschichte beginnt damit, dass in Hortaleza, einem Außenbezirk von Madrid, der Padre Roque de Guzmán (im Roman meistens nur als Padre bezeichnet) im Beichtstuhl sitzt und wartet. Es ist spät und er will bereits zu seinem Knabenchor eilen, der ihn bald vor dem Altar erwarten wird, als plötzlich ein Unbekannter den Beichtstuhl betritt. Anstatt schnell „zum Punkt“ zu kommen, wie der Priester hofft, redet der Mann sehr kryptisch vor sich hin und berichtet nur indirekt von seiner Sünde, die der Priester noch nicht nachvollziehen kann. Bevor er die Möglichkeit hat nachzufragen, verlässt der Sünder den Beichtstuhl hastig und rennt aus der Kirche.
Am nächsten Tag erscheint er wieder und entschuldigt sich für sein überstürztes Verschwinden vom Vortag. In der Folge entspannt sich ein Gespräch über den Sinn der Beichte, bevor der „Sünder“ erneut fluchtartig den Beichtstuhl verlässt, ohne dass der Padre ihn aufhalten kann.
Im darauf folgenden Kapitel findet ein Perspektivwechsel statt. Man erfährt nun, dass der Sünder Lucas Hernández heißt und folgt ihm durch Madrid, während er über seine Sünde nachdenkt und mit sich hadert, ob er nochmal zum Padre gehen soll. Am nächsten Tag betritt er erneut den Beichtstuhl, nachdem der Padre zuvor einem ihm bereits bekannten Sünder die Absolution erteilt hat, und gesteht seine pädophile Neigung zu seinem Nachhilfeschüler. Im Laufe des Gesprächs erklärt er, dass ihm zwar die Sündhaftigkeit seiner Zuneigung bewusst ist, er sich allerdings nicht in der Lage sieht, seinen Schüler aufzugeben. Nachdem er erneut aus dem Beichtstuhl geflohen ist, führt er ein Gespräch mit seiner Tochter, die ihn vermisst. Der Padre seinerseits ist von der Auseinandersetzung mit dem Sünder sichtlich mitgenommen. Er betritt das Pfarrhaus und beginnt, über seine Vergangenheit nachzudenken.
Am nächsten Sonntag erzählt der Priester nun dem Sünder von einem Mann, der vor längerer Zeit mit ähnlichen Neigungen zu ihm in die Beichte kam und schafft es, Lucas so weit zu beruhigen, dass dieser nicht erneut vor ihm flieht. Dieser verspricht zu beten und tut dies auf dem gesamten Heimweg, bleibt allerdings im Zentrum auf der Plaza de Lavapiés auf einer Parkbank sitzen, wo er den Drogendealer Akachukwu trifft, der ihm Gras verkaufen möchte. Dies lehnt er zwar zuerst ab, kauft aber doch zwei Gramm, nachdem er gehört hat, dass der Name des Dealers übersetzt „die Hand Gottes“ heißt. Anschließend kommen die beiden ins Gespräch und Akachukwu erzählt, dass er aus Nigeria stammt, wohin er allerdings nicht zurück kann, da er dort die Frau eines Nachbarclans geschwängert hat.
Einen Tag später treffen der Padre und Lucas sich wieder im Beichtstuhl, nachdem Ersterer sich die Beichte eines Mannes angehört hat, der aus Neid seine Frau geschlagen hat. Nach dieser Beichte bereut er allerdings gleich wieder sein Verhalten gegenüber dem Sünder, den er mit einer immensen Wut begegnet ist. Als sich nun Lucas einfindet und sie erneut ins Gespräch kommen, erfährt der Padre, dass der begehrte Nachhilfeschüler ein Junge aus dem Kirchenchor ist, der Armando heißt und den der Priester sehr gut kennt. Er wird wütend und kann sich nur schwer beherrschen und nicht auf die andere Seite des Beichtstuhls wechseln, um Lucas zu verprügeln.
Nachdem jener die Kirche verlassen hat, beginnt der Padre vor dem Altar zu beten und seine Sünden zu bekennen, bis er von Armando angesprochen wird, der unbemerkt die Kirche betreten hat, da die Chorprobe bald beginnen soll.
Bei der nächsten Beichte erzählt Lucas nun, dass er Armando geküsst hat, woraufhin der Padre sich an seine Zeit als Priester in anderen Gegenden erinnert und über seine ausgeübte Pädophilie in diesen nachdenkt. Lucas verschwindet daraufhin erneut aus der Kirche und geht mit Akachukwu ins Museum, um dort durch Picasso seine Reue über begangene Taten verarbeiten zu können. Er entschädigt den Dealer für seine daraus resultierenden nicht zustande gekommenen Geschäfte des Tages. 
Der Padre, der mittlerweile entgegen seiner Hoffnung einen Rückfall bezüglich seiner pädophilen Neigungen erlitten hat, masturbiert die nächsten Tage mehrere Male zu verschiedensten Fantasien zwischen ihm und Armando, konfrontiert sich allerdings von Reue getrieben selbst mit Bibelstellen, die sein Verhalten verurteilen. Dies führt so weit, dass der Padre beginnt, an seinem Glauben zu zweifeln, doch seine Triebe akzeptiert und sie nicht mehr nur verdrängt. Als aber Lucas wieder neben ihm im Beichtstuhl sitzt und ihm davon erzählt, dass Armando vor ihm über Schmerzen an seinen Genitalien geklagt hat und Lucas diese daraufhin berührte, verfällt der Priester wieder in eine von Eifersucht und Begierde getriebene Haltung. Diese führt zu einer sexuellen Belästigung durch den Padre gegenüber Armando nach einer Chorprobe, die allerdings durch die Polizei unterbrochen wird, die den Priester verhaftet. 
In den nächsten Tagen wird Armando von der Polizei besucht, die ihn bezüglich des sexuellen Übergriffs befragen möchte, was seine Mutter widerwillig zulässt. Zur gleichen Zeit besucht Lucas den Padre im Untersuchungsgefängnis, in dem er ihm erzählt, dass er dem Priester nur etwas vorgespielt hat, es also nie einen pädophilen Drang von Lucas’ Seite aus gab und er die Begegnungen mit Armando nur erfunden hat, um den Padre ins Gefängnis zu bringen, wobei er stets die Hoffnung hatte, dass dieser seine Begierden besiegen würde. Als Lucas das Gefängnis verlässt, bittet der zurückgebliebene Insasse um eine Möglichkeit der Beichte, in der er dann über seine Zeit als Priester spricht und sein Verhalten gegenüber der zu ihm kommenden Sünder erklärt. Lucas hingegen erzählt Akachukwu von seiner Zeit als Kind, in der er auch im Kirchenchor sang und vom Padre belästigt wurde.

## Figuren
- Lucas Hernández ist ein junger Mann, der als Kind vom Padre sexuell missbraucht wurde und nun durch seine Beichten eben diesen ins Gefängnis bringen will.
- Padre Roque de Guzmán ist der Priester von Hortaleza, der pädophile Neigungen zu Kindern empfindet und deswegen bereits mehrmals von der Kirche in andere Bezirke versetzt wurde, damit diese Neigungen nicht weiter auffallen.
- Armando ist ein kleiner Junge, der im Kirchenchor des Padres singt und Lucas als Lockvogel für seinen Plan gegen den Priester dient.
- Akachukwu ist ein Drogendealer aus Nigeria, der mit Lucas Freundschaft schließt und versucht durch sein Geld, welches er durch die Drogen verdient in seine Heimat zurückzukehren, was zurzeit nicht möglich ist, da er eine Frau eines Nachbarclans geschwängert hat.

## Rezeption
Jürgen Deppe schreibt in seiner Rezension beim NDR: „Der neue Roman von Steven Uhly ist wuchtig, ist von der ersten bis zur letzten Zeile atemberaubend, höchst reflektiert, dabei spannend wie ein Krimi, nach Erlösung strebend: ein auf die Enge eines Beichtstuhls verdichtetes Kammerspiel um Schuld und Sühne, um Liebe und deren zerstörerische Kraft, um das Herz und dessen Finsternis. Exzellent!“
Christiane Lutz schreibt in der Süddeutschen Zeitung folgendes: „[…] Auf 156 Seiten inszeniert Uhly aus dem Beichtstuhl und den finstersten Winkeln der menschlichen Psyche heraus ein Kammerspiel, das sich zum Thriller ausfaltet.“
Mareike Ilsemann meint, dass sich der Roman „wie ein spanisches Buch in Übersetzung [liest]. So authentisch und etwas verfremdeter scheint die Welt.“